# Velykyj Burluk (sídlo)
Velykyj Burluk (ukrajinsky Великий Бурлук, rusky Великий Бурлук – Velikij Burluk) je sídlo městského typu v Charkovské oblasti na Ukrajině.

## Poloha
Velykyj Burluk leží na levém, východním břehu stejnojmenné řeky, levého přítoku Severního Doňce v povodí Donu. Od Charkova, správního střediska oblasti, je vzdálen přibližně 108 kilometrů severně. Bližším větším městem je Kupjansk bezmála padesát kilometrů jižně.

## Etymologie
V tatarštině znamená buruluk „velké bahno“, „bažina“. Převzetím  tohoto slova se v 16. - 18. století od místních Polovců nebo rabujících Krymských Tatarů se začalo osadě říkat Burlak.

## Dějiny
První zmínka o obci je z roku 1656, kdy se nazývala Ševelivka (Шевелівка). V rámci ruského impéria patřila obec v 17.–18. století do pohraniční oblasti zvané Slobodská Ukrajina. V roce 1672 se do obce a jejího okolí přistěhovalo 390 rodin kozáků a došlo k přejmenování na Velykyj Burluk.
V roce 1698 byla během nájezdu krymských Tatarů osada vypálena a zcela zničena. Do roku 1700 byla ale znovu postavena.
Na počátku 20. století byla přes Velykyj Burluk položena železniční trať Bělgorod - Kupjansk, což urychlilo rozvoj osady. V roce 1905 v osadě vzniklo tzv. Burlucké povstání rolníků, kteří vypálili několik statků v okolí a rozdělili si mezi sebe 100 000 pudů obilí. Povstání bylo ruskou mocí tvrdě potlačeno.
Za druhé světové války byla obec od konce června 1942 do konce února 1943 obsazena německou armádou.
Od roku 1963 má Velykyj Burluk status sídla městského typu.